# Kartezijev umnožak
Kartezijev umnožak (Kartezijev produkt) je umnožak iz teorije skupova koji nosi ime prema latiniziranom imenu Renéa Descartesa Cartesius.
Kod dvaju skupova skup svih uređenih parova čiji je prvi element iz prvoga skupa, a drugi iz drugoga skupa. Ako je više tj. n skupova u umnošku, onda imamo n-struki umnožak od uređenih n-torki (a, b, ... n). 
Kartezijev umnožak dvaju skupova A i B jest skup A × B, koji se sastoji od svih uređenih parova (a, b), za koje vrijedi da je a ∈ A, b ∈ B. Uređeni par je dvočlani skup, u kojem je zadano koji se od dvaju elemenata smatra prvim, a koji drugim.
Kad imamo konačne skupove A i B, za koje vrijedi da A ima n elemenata, B m elemenata, u skupu A × B broj elemenata je jednak je umnošku n · m.
Ako imamo više skupova, primjerice A, B i C, Kartezijev umnožak tih triju skupova je skup A × B × C svih uređenih trojki (a, b, c), pri čemu je a ∈ A, b ∈ B, c ∈ C.

## Osobine
Za Kartezijev umnožak vrijedi da je multiplikativna operacija, zbog čega je prioritetniji od aditivnih operacija kao što su presjek skupova i unija skupova.
Znači kad bismo postavili 
A ∪ {\displaystyle B\times C}
množilo bi se kao 
A ∪ ({\displaystyle B\times C})
Kartezijev umnožak nije komutativan. Dokazivo je protuprimjerom za rušenje tvrdnje o komutativnosti, zato što je komutativnost univerzalna tvrdnja.
Kartezijev umnožak je distributivan prema uniji. Dokazivo je preko dokazivanja jednakosti dvaju skupova, tako što dokažemo jedan podskup, a zatim i nadskup drugoga i to u oba smjera.
Kartezijev umnožak je distributivna operacija prema presjeku, razlici i simetričnoj razlici skupova.